# Louis Féron
Pour les articles homonymes, voir Féron (homonymie).
Louis Féron né le 16 août 1901 à Rouen et mort le 28 mars 1998, est un sculpteur, artiste et orfèvre français, naturalisé aux États-Unis.

## Biographie
Louis Féron est né à Rouen, en Normandie, et a fait son apprentissage à Paris, à l’École municipale d’Art et dans les académies Colarossi et de la Grande Chaumière en tant que ciseleur de figures et d'ornements.
Il se marie en 1922 à Paris avec Marguerite Schwan.
En 1932, il remporte un prix pour le travail la Tête de Jean, qui appartient aujourd'hui à la collection permanente du Musée des Beaux-Arts de Boston . 
En 1932, il participe à la création et aux activités du groupe Les Indélicats qui publie une revue anarchiste sous forme de livrets tirés à une centaine d’exemplaires composés de dix linogravures (gravures sur linoléum) offrant un regard politique et critique sur la société. Le 14 juillet, le chômage, les élites, les sportifs, la colonisation ou bien encore la guerre sont quelques-uns des thèmes sociaux traités avec une force graphique très efficace par vingt-et-un artistes dont Maurice Estève, Édouard Pignon, Gabriel Robin,  André Fougeron, Roger Falck, Georges Ort, Adrien Cumora, Gisèle Delsine, Marcel Debarbieux .
Il fut nommé Commandant de l'Ordre du Travail par le gouvernement français et décoré à la Sorbonne. Il immigra au Costa Rica pendant la Grande Dépression, où il vécut de 1934 à 1945, en dirigeant son propre atelier.
En 1935, il est nommé professeur à l'École des Travaux Publics du Costa Rica. Entre 1939 et 1940, il créa le Salon Dorado, Salon Doré ou Salon des Diplomates, dans l'ancien Aéroport International et qui fait maintenant partie du Musée de l'art costaricien.  L'œuvre d'art est constituée d'une frise murale en stuc et bas-reliefs couvrant plus de 150 mètres carrés, représentant les principaux événements et périodes de l'histoire du Costa Rica à partir de l'époque Précolombienne jusqu'à l'année 1940. En 1987, il reçut une mention du gouvernement du Costa Rica pour sa “grande contribution à l'art et le patrimoine culturel de la nation”.
Féron quitta le Costa Rica pour New York en 1945, où il devint citoyen Américain en 1951. Aux États-Unis, il conçut et créa des vases sacrés, des bijoux, et des sculptures pour des clients privés ainsi que pour les entreprises Rubel, Van Cleef et Arpels, Verdura, Schlumberger, Bronzini, Cartier, David Web, Tiffany & Société et Steuben Glass Works.
Son travail fut accepté dans les collections du Musée d'art moderne de Paris, le Musée des Beaux-Arts de Boston; le Musée d'Art Currier dans le New Hampshire; le Virginia Museum en Virginie ; et la Cathédrale de Detroit.
Féron se maria avec la danseuse Leslie Snow en 1962 et créa un atelier dans le New Hampshire. En 1977, il reçut un doctorat honorifique ès lettre du Plymouth State College.
En 1995, trente-cinq de ses pièces composées furent exposées au Musée des Arts Décoratifs à Paris.
Féron enseigna à un certain nombre d'éminents artistes au cours des années, y compris Pierre Étienne Lahaussois et Carvin French.